# Kościół Santa Lucia w Wenecji
Kościół Santa Lucia (pol. kościół św. Łucji) – rzymskokatolicki kościół w Wenecji (dzielnica (sestiere) Cannaregio, wyburzony w 1861 roku w związku z budową planowanego dworca kolejowego Venezia Santa Lucia. Od 1280 roku był miejscem przechowywania relikwii św. Łucji, przeniesionych 11 lipca 1860 roku do kościoła San Geremia. 

## Historia kościoła
Według wiarygodnych historycznie źródeł pod koniec XII wieku rozpoczęto budowę pierwszego kościoła. Był on od początku kościołem parafialnym. W 1280 roku z wyspy San Giorgio Maggiore przeniesiono do niego ciało św. Łucji, znajdujące się na wyspie od początku wieku. Dzięki temu kościół uzyskał nowe wezwanie. W 1343 roku został oficjalnie konsekrowany. Pod koniec XV wieku miał formę gotycką, konstrukcyjnie i stylistycznie bardzo podobną do kościoła San Gregorio. Po jego lewej stronie ciągnęły się budynki klasztorne. W 1565 roku pojawiła się wiadomość o planach zbudowania dużej kaplicy dla Leonarda Moceniga, który jej projekt powierzył Andrei Palladiowi. Prace budowlane ruszyły przypuszczalnie już po śmierci artysty (1580), a zostały ukończone dopiero w 1589 roku. Prace te, ograniczone początkowo tylko do kaplicy Moceniga, zostały stopniowo rozszerzone na całą gotycką budowlę, nabierając cech zasadniczej rekonstrukcji, zgodnie z ówczesnymi wymogami architektonicznymi i stylistycznymi. Odwrócono orientację kościoła zwracając go fasadą w stronę Canal Grande. Ten nowy kościół został zbudowany w latach 1609–1611. 21 listopada 1617 roku patriarcha Francesco Vendramin dokonał konsekracji kościoła. 24 listopada 1629 roku został poświęcony ołtarz, dedykowany Matce Bożej. 18 czerwca 1806 roku, na mocy dekretu Królestwa Włoch z 8 czerwca 1805 roku, parafia przy kościele Santa Lucia została zniesiona.

## Budowa dworca kolejowego i zburzenie kościoła
Głębokie i radykalne zmiany urbanistyczne i architektoniczne przyniosła budowa stacji kolejowej w Wenecji. Postanowiono wówczas rozebrać istniejące budynki, aby zrobić miejsce dla dworca kolejowego i całej infrastruktury, niezbędnej dla jego funkcjonowania. Przeprowadzenie tego projektu oznaczało wyburzenie kościoła Santa Lucia wraz z klasztorem oraz całej jego okolicy, z domami i pałacami, wzniesionymi głównie w XV–XVIII wieku oraz ogrodami warzywnymi, ciągnącymi się aż do brzegu laguny. W 1846 roku ukończona została budowa mostu kolejowego przez lagunę, a w 1858 roku oba brzegi Canal Grande połączono mostem żelaznym. Prace rozbiórkowe zbliżyły się do kościoła Santa Lucia. Gotowy był już plac pod postój lokomotyw i wagonów, brakowało jeszcze tylko dworca kolejowego, jako ostatniego elementu otwierającego wylot na Canal Grande. Wtedy postanowiono rozebrać kościół. Prace rozbiórkowe przeprowadzono w latach 1860–1861. Zgodnie z umowami zawartymi z władzami kościelnymi, zdecydowano się przenieść szczątki św. Łucji z rozbieranego kościoła do pobliskiego kościoła San Geremia. Przeniesienie nastąpiło 11 lipca 1860 roku pod nadzorem patriarchy Angela Ramazzottiego i z udziałem duchowieństwa i mieszkańców miasta. Trzy lata później, 11 lipca 1863 roku ciało świętej spoczęło w kaplicy, zbudowanej z materiału pochodzącego z prezbiterium zburzonego kościoła Santa Lucia. Uroczystościom przewodniczył patriarcha Giuseppe Luigi Trevisanato. Później imię św. Łucji dodano do dotychczasowej dedykacji kościoła św. Jeremiasza (San Geremia), który od tego momentu nosi podwójne wezwanie.

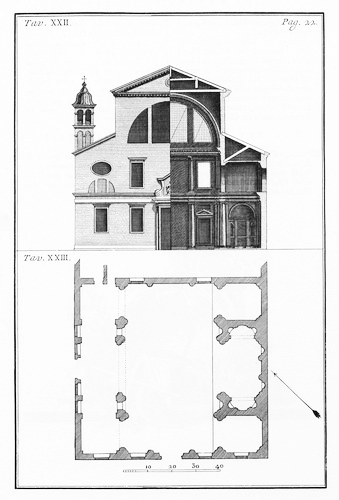
Rzut przyziemia i projekt fasady kościoła Santa Lucia (w: Francesco Muttoni, Architettura di Andrea Palladio vicentino, 1740-1760)
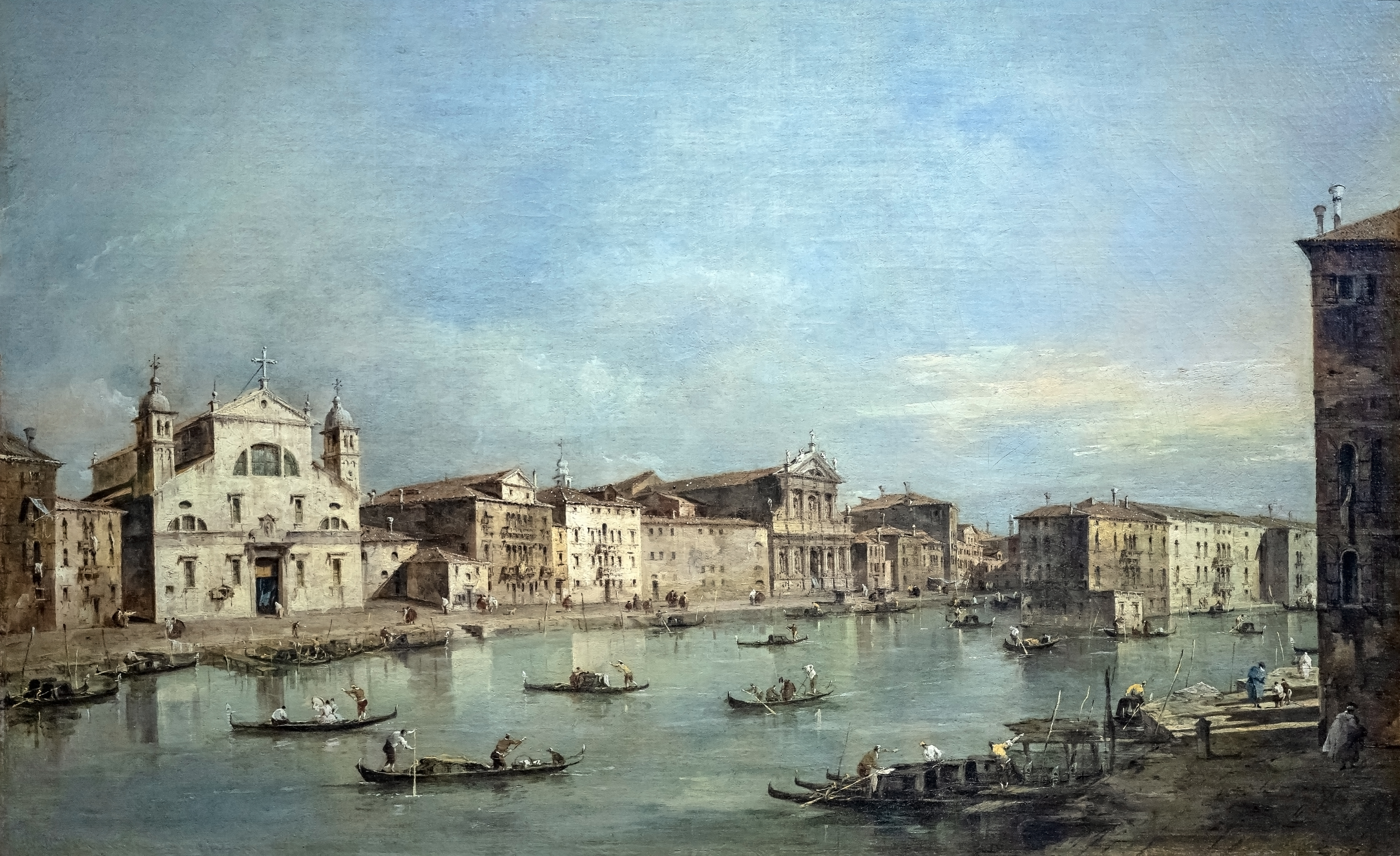
Francesco Guardi, Widok na Canal Grande pomiędzy kościołem Santa Lucia (po lewej), a kościołem Scalzi (po prawej), II. poł. XVII w., Muzeum Thyssen-Bornemisza
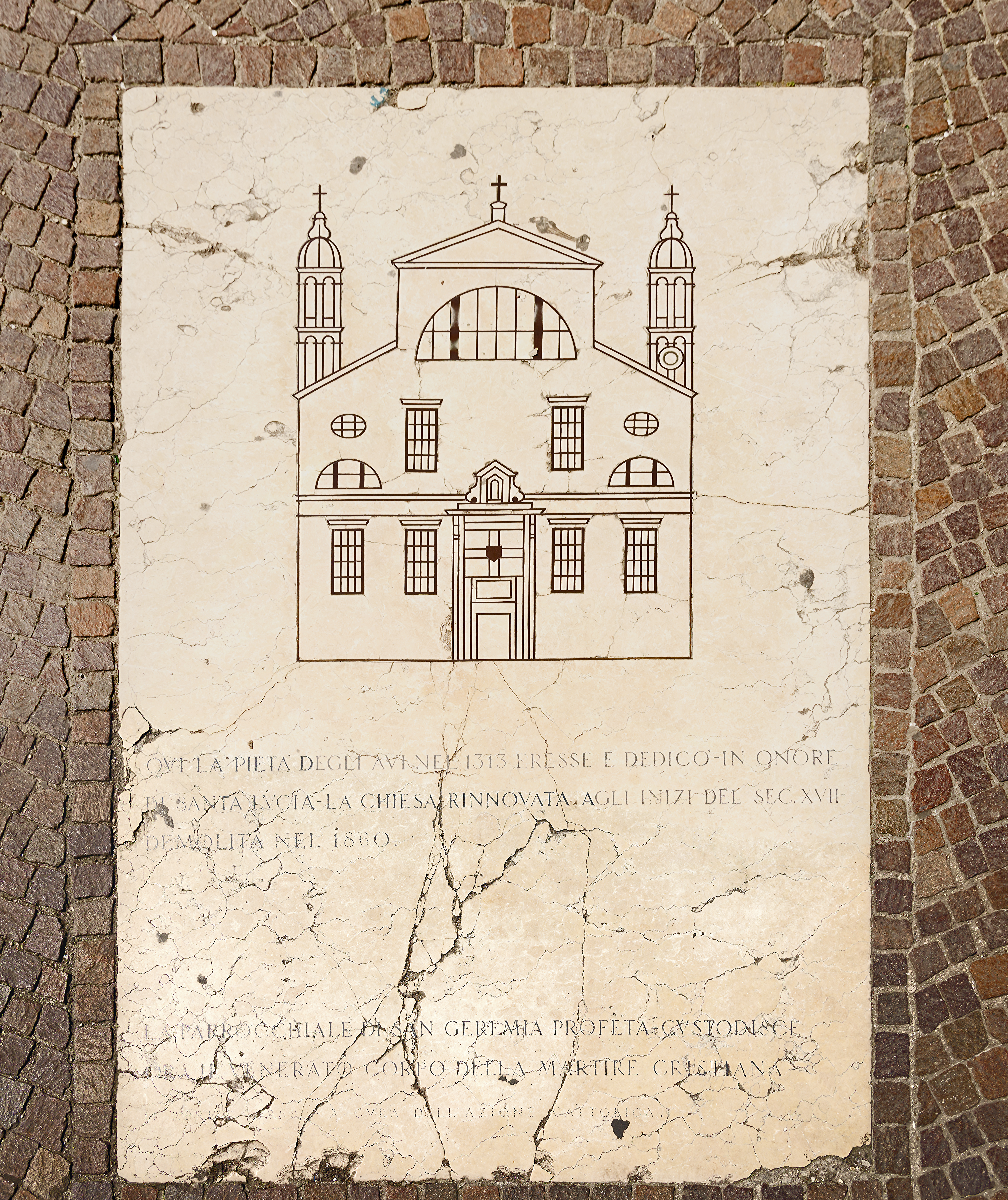
Płyta pamiątkowa w miejscu kościoła Santa Lucia